# Калараш, Владислав Валерьевич
Владислав Валерьевич Калараш (род. 29 марта 1968 года, Кишинёв) — советский и российский гандболист; тренер.

## Карьера

### Клубная карьера
Воспитанник кишинёвского гандбола. Дебютировал в команде первой лиги чемпионата СССР — ДСК-2 (Кишинёв) в сезоне 1985/86. В 1986-89 годах выступал в дочерней команде ЦСКА — «Искре». В составе команды стал чемпионом СССР среди юниоров в 1987 году и чемпионом СССР среди молодёжи 1989 года. С 1989 года — игрок московских армейцев. В 1991 году — финалист кубка ЕГФ.
В 1992 году выехал за рубеж и выступал в составе испанских клубов «Elgorriaga-Bidasoa» (1992/93) и «Эйбар» (1993/94). В составе «Elgorriaga-Bidasoa» — обладатель кубка ASOBAL, финалист Copa del Rey (Кубок Короля Испании), серебряный призёр чемпионата Испании.
В составе португальского «Спортинга» в сезоне 1994/95 становится бронзовым призёром чемпионата Португалии.
Сезон 1995/96 проводит в ЦСКА и становится бронзовым призёром чемпионата России.
В 1996/97 году выступает за испанский «Граноллерс». В составе «Граноллерса» доходит до полуфинала кубка ЕГФ и финала первого Суперкубка Европы.
Несколько сезонов Владислав проводит в Германии. В 1997-99 годах играет за «Tus Schutterwald» (г. Оффенбург) и в 1999—2002 — за «Eintracht Hildesheim» (г. Хильдесхайм).
Последний сезон в качестве игрока (2002/03) провёл в воронежской «Энергии».

### Карьера в сборной
Чемпион мира среди молодежи в составе сборной СССР 1989 года. Мастер спорта СССР международного класса.
Вице-чемпион Европы 2000 года в составе сборной России.

### Тренерская карьера
В сезоне 2001/2002 исполнял обязанности играющего тренера «Eintracht Hildesheim».
В 2011—2015 годах работал с любительской командой «ММЗ — Вперед» (Москва). Команда, выступая в чемпионате Москвы, выигрывала серебро (2012) и золото (2013), завоевала Кубок Москвы (2013), приняла участие в финале четырёх чемпионата России первой лиги. В сезоне 2013/14 команда стала бронзовым призёром первой лиги чемпионата России.
В 2015—2016 годах — второй тренер запорожского «Мотора». Чемпион Украины 2016 года, Обладатель Кубка Украины 2016, Обладатель Суперкубка Украины 2016.
Победитель группового этапа Лиги Чемпионов 2015—2016. Участник 1/8 стадии Лиги Чемпионов.
В 2016—2018 годах — главный тренер женской любительской команды «Дворец Пионеров».
В 2018—2020 — главный тренер клуба «Акбузат» (Уфа).
В 2023 году возглавил клуб «Воронеж», с которым в первый же сезон завоевал путёвку в Суперлигу. Покинул команду в конце 2024 года, когда клуб снялся с чемпионата из-за отсутствия финансовых средств.
Летом 2025 года возглавил клуб «Виктор» из Ставрополя.

## Личная жизнь
Закончил Кишинёвский государственный педагогический институт.
Отец гандболиста Глеба Калараша.